# 古田光
古田 光（ふるた ひかる、1925年2月8日 - 2007年3月17日）は、日本の哲学研究者。横浜国立大学名誉教授。
中国・撫順市生まれ。1944年第三高等学校卒業。1947年東京文理科大学卒業。1954年横浜国立大学講師、1969年助教授、1970年教授。1990年定年退官、名誉教授、唯物論研究協会委員長、富山国際大学教授。
2004年4月瑞宝中綬章受章。2007年3月17日、胃癌のため死去。

## 著書
- 『河上肇』「近代日本の思想家」東京大学出版会 1959、新版2007
- 『レオナルド・ダ・ヴィンチ 人と思想』ブリュッケ 2008 - 池上英洋解説、星雲社販売

## 共編著
- 『近代日本思想論争 民選議院論争から大衆社会論争まで』、宮川透・中村雄二郎共編、青木書店、1963年
- 『現代の哲学 その方法と課題』、川村仁也共著、新評論、1967年
- 『哲学の名著 12選』編、学陽書房、1972年、名著入門ライブラリー
  - （古田光、廣川洋一、中野幸次、竹田篤司、上妻精、飯島宗享、城塚登、岩永達郎、新田義弘、市倉宏祐による共編著）
- 『日本思想史読本』、子安宣邦共編、東洋経済新報社、1979年
- 『ヨーロッパにおける人間観の研究』編、未来社、1982年
  - （古田光、藤田健治、木田献一、屋形禎亮、澤柳大五郎、廣川洋一、中野幸次、秀村欣二、兼岩正夫、清水富雄、裾分一弘、下村寅太郎、西沢龍生、永井博による共編著）
- 『近代日本の哲学』、鈴木正共編著、北樹出版、1983年、現代哲学選書
- 『ヨーロッパの文化と思想』、泉谷周三郎共編著、木鐸社、1989年

## 翻訳
- 『形式論理学と弁証法』相原文夫共編訳　三一書房　1955
- ルカーチ『歴史と階級意識』城塚登共訳　白水社　1975
- ハワード・L.パーソンズ『ヒューマニズムとマルクス思想』監訳　合同出版　1978

## 参考
- レオナルド・ダ・ヴィンチ / 古田 光【著】 - 紀伊國屋書店ウェブストア